# Motorgi
Motorgi – wieś w Rumunii, w okręgu Gorj, w gminie Bustuchin. W 2011 roku liczyła 120 mieszkańców.